# Gneisenaustraße 18–19a (Quedlinburg)

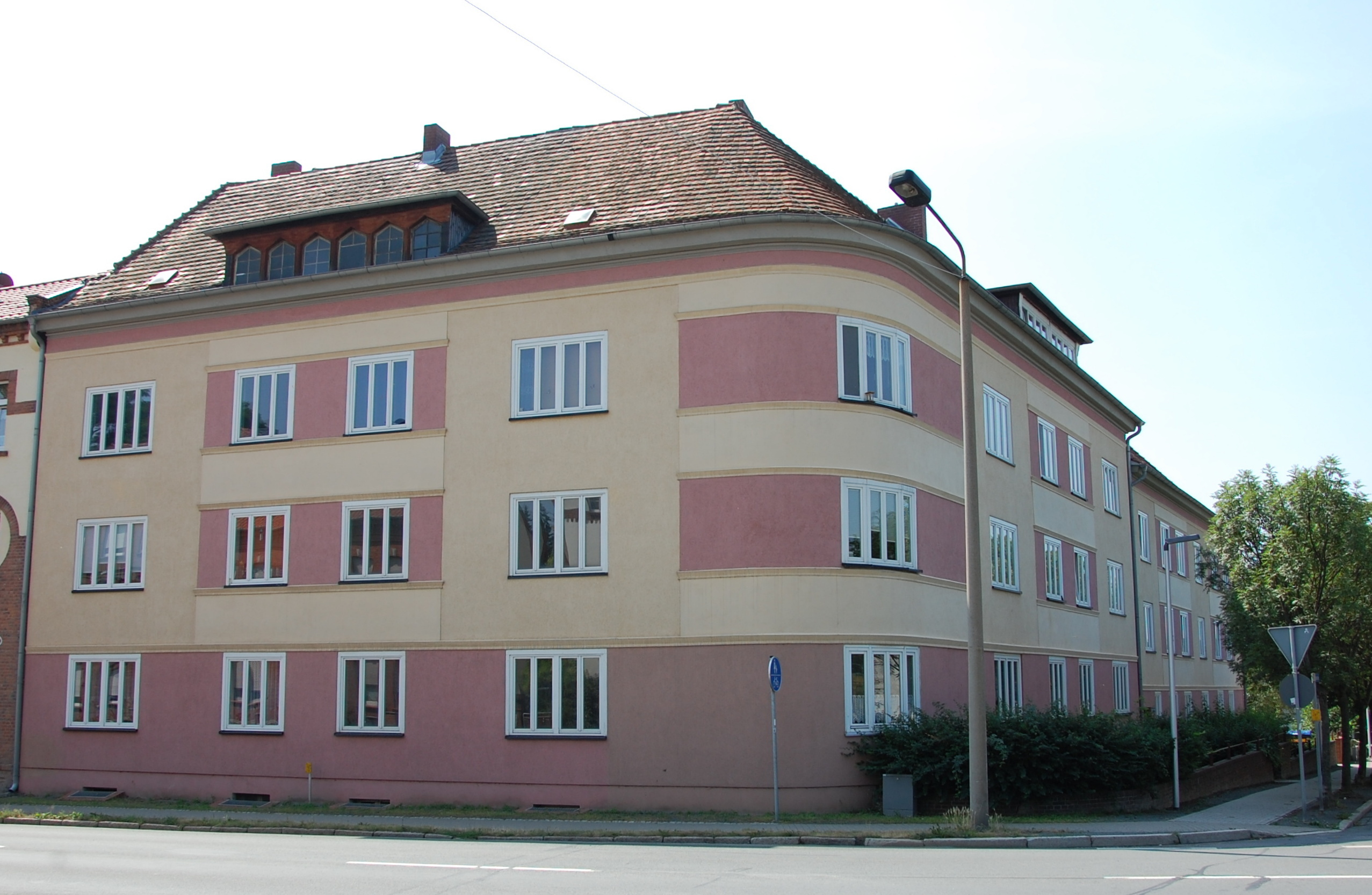
Häuserblock Gneisenaustraße 18–19a

Das Gebäude Gneisenaustraße 18–19a ist ein denkmalgeschützter Häuserblock in der Stadt Quedlinburg in Sachsen-Anhalt.

## Lage
Das Haus befindet sich nördlich der historischen Quedlinburger Altstadt in einer Ecksituation an der Einmündung der Gneisenaustraße auf die Halberstädter Straße. Es ist im Quedlinburger Denkmalverzeichnis als Häuserblock eingetragen.

## Architektur und Geschichte
Das dreigeschossige verputzte Gebäude wurde in den Jahren 1927 bis 1930 nach einem Entwurf des Regierungsbaumeisters Günther gebaut. Der Block diente als Wohnhaus für Familien von Unteroffizieren. Auf der gegenüberliegenden Straßenseite befand sich die Infanterie-Kaserne. Im Verlauf des Gebäudes nach Süden befindet sich ein Sprung, mit dem das Haus dem abfallenden Gebäude folgt. Die durch die Verwendung drei unterschiedlicher Putzformen gegliederte Putzfassade ist in Rottönen gehalten. 
Hofseitig bestehen Vorbauten in Form von Risaliten. Die Eingänge sind im Stil des Expressionismus gestaltet. Einige Fenster und Türen sind noch im Original erhalten.